# Alhama de Granada
Alhama de Granada település Spanyolországban, Granada tartományban. Alhama de Granada Arenas del Rey, Canillas de Aceituno, Canillas de Albaida, Chimeneas, Cómpeta, Loja, Moraleda de Zafayona, Otívar, Periana, Salar, Santa Cruz del Comercio, Zafarraya, Cacín, Agrón, Jayena, Sedella, Alcaucín, Játar és Fornes községekkel határos. Lakosainak száma 5657 fő (2024).

## Népesség
A település népessége az elmúlt években az alábbi módon változott:
| Lakosok száma | 5952 | 6076 | 6137 | 6062 | 6188 | 6191 | 6044 | 5979 | 5667 | 5657 |
|               | 2001 | 2004 | 2006 | 2009 | 2011 | 2014 | 2016 | 2019 | 2021 | 2024 |